# Southgate

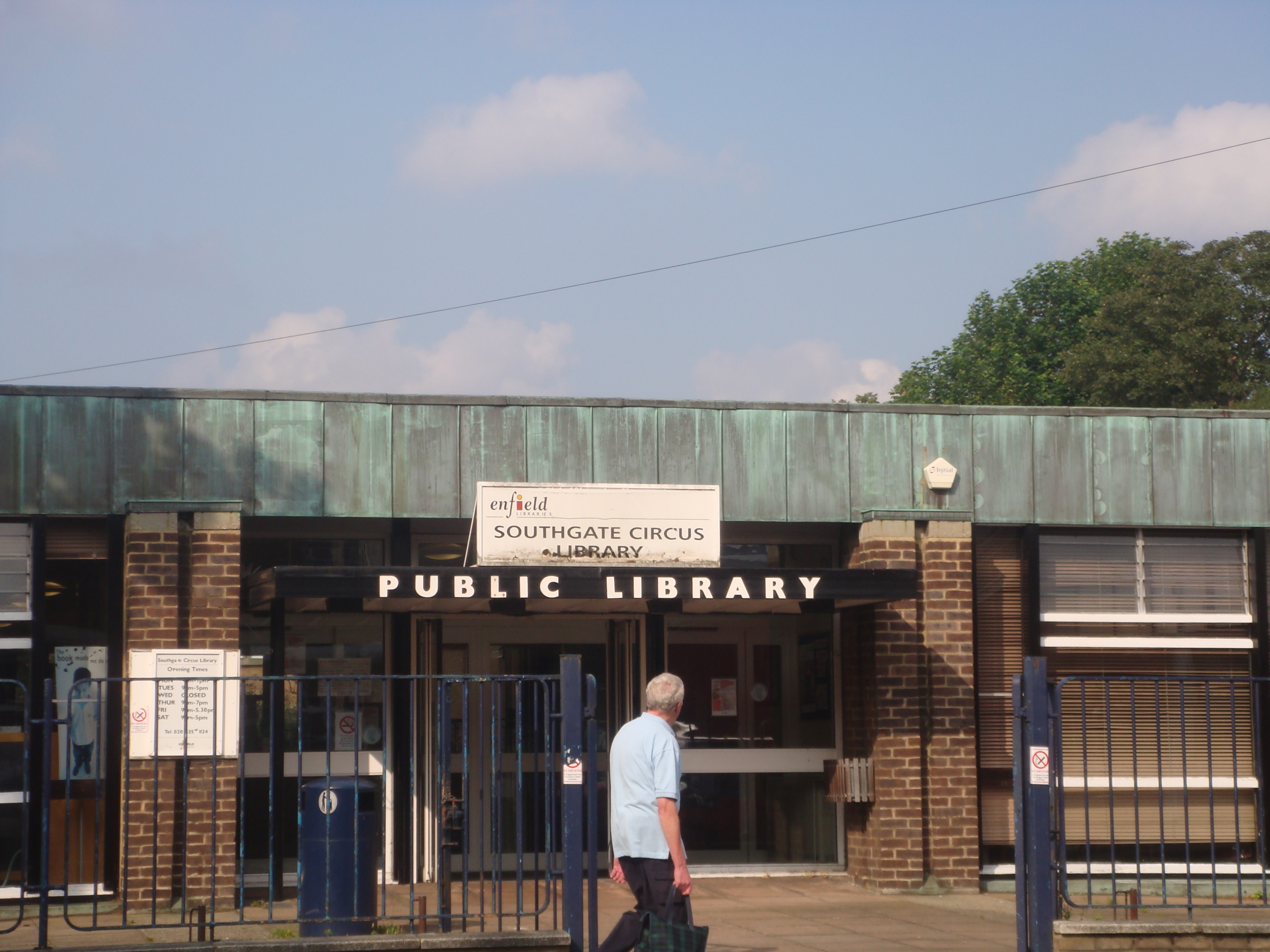
Biblioteca publică din Southgate.

Southgate este un cartier rezidențial situat în burgul londonez Enfield, în regiunea Londra Mare.